# ジャーキー

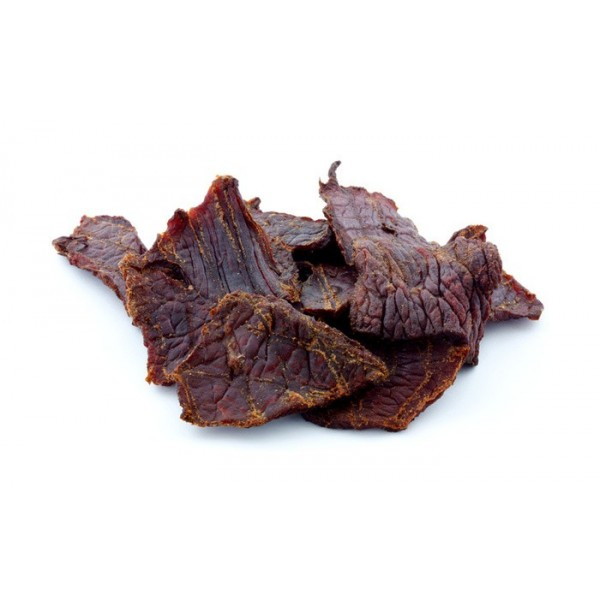
ビーフジャーキー

ジャーキー (jerky) とは肉を干した保存食料のことである。
南米の先住民の言語の一つであるケチュア語で、日干しにした食材全般を呼ぶ「チャルケ (charque) 」または「チャルキ (charqui) 」が元であり、英語の "jerky" はこれが変化したものである。

## 概要

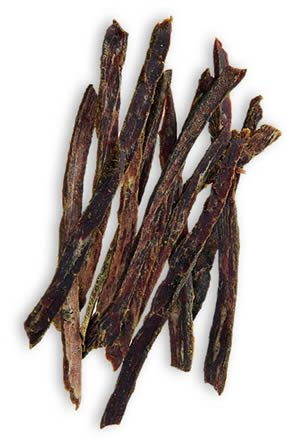
細切りにしたタイプのビーフジャーキー

肉を保存する目的で加工したものであり、そのまま干すのではなく、塩や香辛料などを塗布することによって腐敗を防いでいる。また、燻煙することも多い。燻煙されたジャーキーは、スモーク・ジャーキーと呼ばれる。好みのタレに漬けた後にオーブンなどで乾燥させながら（蒸気を逃がしながら）焼いて作られることもある。日本製もしくは日本向けの製品では、風味づけに醤油を用いることもある。
ジャーキーにする食材としては圧倒的に牛肉が多く、特に断りなく「ジャーキー」と言った場合、牛肉のジャーキー（ビーフジャーキー、beef jerky）を指すことが多い。牛肉の他には馬肉や豚肉、鶏のササミ、鮭などで、珍しいものではカンガルーやワニ、イノシシ、ネズミ、シカ、サメの肉などがある。
日本のスルメも、海外では“イカのジャーキー”として扱われており、鮭を燻蒸して干した「とば（鮭とば）」（北海道）や、ツチクジラの干物である「鯨のたれ」（千葉県房総半島）なども食品の分類としてはジャーキーの一種である。
アメリカ合衆国では 1960年頃から商品として広く普及している。ベトナム戦争の際に兵士の携帯食料として用いられて広まったと言われている。また、アメリカを訪れる日本人観光客の購入する定番お土産品のひとつであったが、現在ではお土産として日本国内に持ち込む事は不可能になっている（後述#BSE問題参照）。
また、ジャーキーは犬や猫の餌としても多く販売されている。ペット用のジャーキーの場合、塩や香辛料などの味はほとんどついていない。ペット用のビーフ・ジャーキーも販売されているが、コストが高くつくので鶏のジャーキーも多く売られている。

## 食べ方
ジャーキーはそのままかじって味わうことが多いが、スープなどに入れる食材として用いることもある。適度な塩味のついたジャーキーはかなりの種類があり、酒を飲むときのつまみとしても人気が高く、ファンも多い。
南米ではスープに入れるなどして、広く利用されている。

## BSE問題
2000年初頭より、BSE問題の為、アメリカ合衆国およびカナダで販売されているビーフジャーキーなどの牛肉加工食品は、日本国内に一切持ち込めなくなった。牛肉輸入が再開された後も、2021年現在持ち込むことは出来ない。